# Traiano nell'eredità storica culturale
Un esempio di cosa abbia significato Traiano nell'eredità storica culturale dell'Impero romano, e per buona parte di quella dell'Impero bizantino, è il saluto augurale che ogni nuovo imperatore dopo di lui riceveva dal Senato:

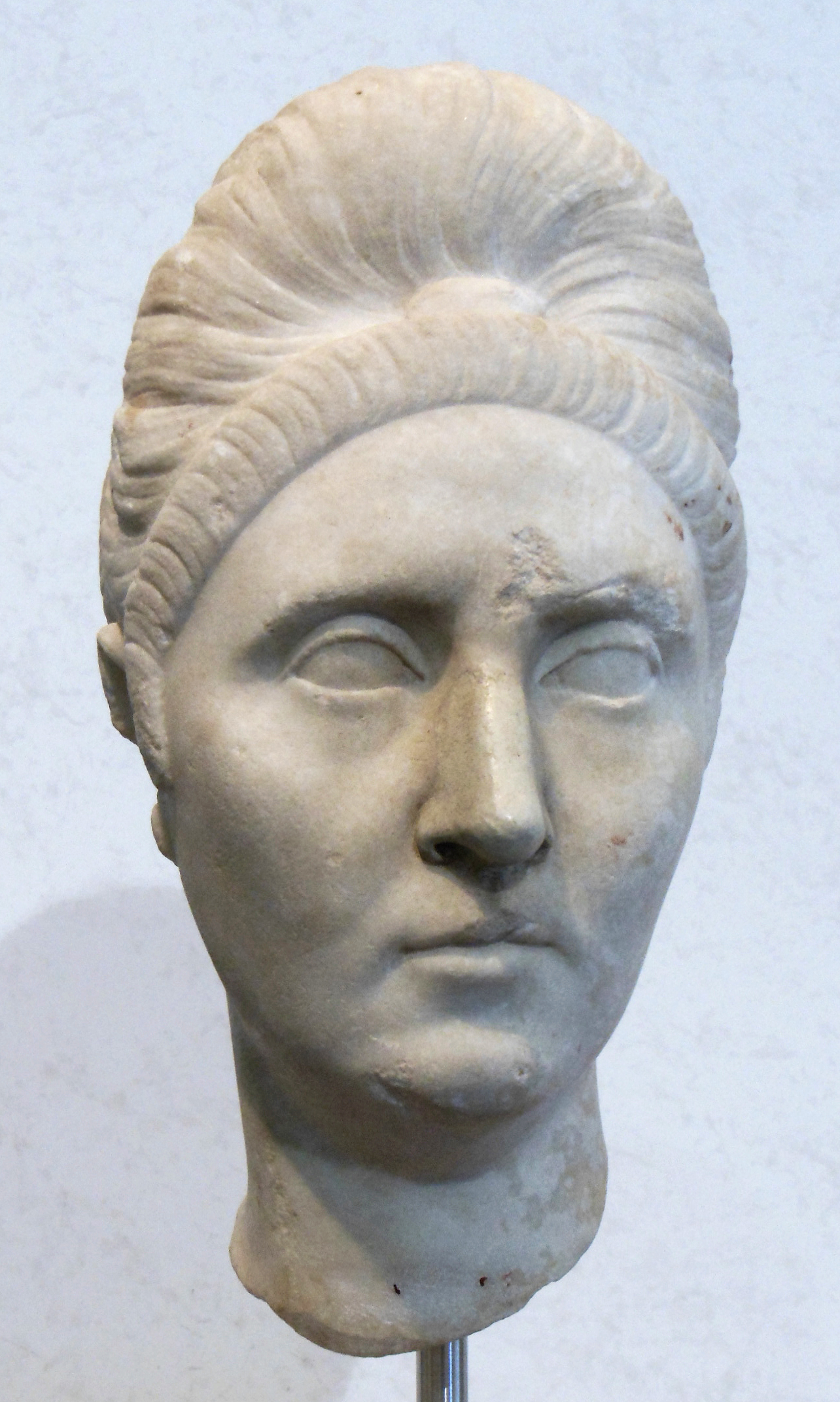
Ritratto di Pompeia Plotina, sposa di Traiano (110-120 d.C.; Roma, Museo Nazionale di Palazzo Massimo).

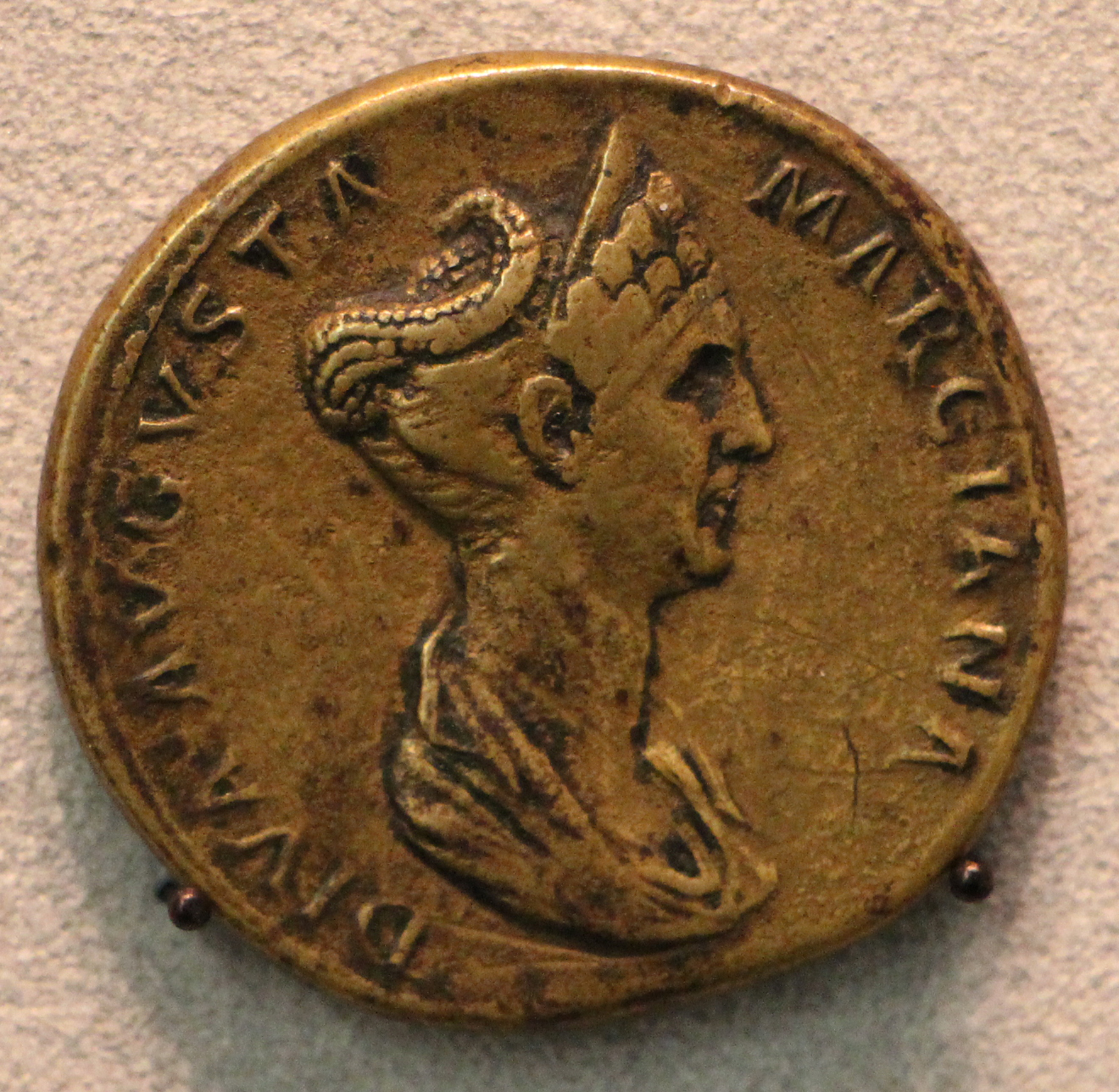
«Diva Augusta Marciana»

Lo stesso senato, ad appena due anni dalla assunzione a imperatore nel 100 d.C., per la prima volta nella storia romana, gli conferì l'appellativo di "Optimus", un titolo che Roma riservava a personaggi eccelsi come al nume tutelare dello Stato romano: Giove Ottimo Massimo, ma che il princeps non volle, per diversi anni, che fosse inserito fra i suoi titoli ufficiali. Traiano accettò solo nel 114 il titolo di "optimus" e ben volentieri perché si riferiva non tanto alle sue imprese militari quanto alle sue qualità morali che lo rendevano vicino a Iuppiter Optimus Maximus: lo stesso dio che, secondo una leggenda posteriore, sotto l'aspetto di un essere gigantesco, nel 115 lo aveva salvato da un terremoto ad Antiochia: avvenimento questo ricordato nella monetazione del 115 come «Giove salvatore del padre della patria». Naturalmente non tutti i sudditi del princeps condividevano l'elogio come gli ebrei che, combattendo lui e i suoi dei, lo chiamarono sprezzantemente «Trogianus il malvagio».
Alla sua morte, Traiano (117) venne deificato dal Senato e non fu sepolto, secondo la legge, all’esterno del Pomerium, il limite sacro della città, ma le sue ceneri furono deposte in un’urna d’oro entro la base della Colonna Traiana, nel cuore di Roma. Con lui fu poi sepolta l'epicurea Plotina, sua unica moglie, cui fu fedele per tutta la vita. Fu divinizzata assieme alla sorella dell'imperatore, Ulpia Marciana ed entrambe con il titolo di "Augusta" ricevettero culti pubblici.

## Gli storici antichi

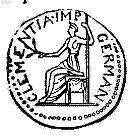
La Clementia dell'imperatore.

Traiano prese il potere quasi naturalmente, senza tumulti e opposizioni; lodato in vita per il suo governo fu l’unico imperatore mai contestato e ricordato dai posteri per la sua clementia e il senso della giustizia. Da tutti apprezzato: dal senato con cui collaborò; dalla plebe romana a cui distribuì generosamente denaro e generi alimentari, offrì grandi spettacoli e abbellì la città di magnifici monumenti; dai provinciali che si sentivano a lui più vicini per essere nato in provincia (anche se di origini italiche); dai legionari che conoscevano il suo valore militare per aver condiviso con loro i rischi della guerra «sopportando fame, sete, polvere e sudore insieme a loro». e, infine, dagli intellettuali che aderivano alla sua cultura stoica.
Per molto tempo la figura di Traiano che viene tramandata è quella descritta da Plinio il giovane ben disposto nei confronti dell'imperatore che lo ha nominato console verso l'anno 100. Nel suo discorso di ringraziamento (Panegyrico) Plinio lo indica come l'esempio del sovrano ideale contrapponendolo come Optimus princeps a Domiziano, nemico di quel senato a cui appartiene lo storico per questo motivo ben poco affidabile come fonte imparziale.
Plinio riconosce all'imperatore quella virtù che il senato giudica come una suprema qualità quella della moderazione e semplicità, le antiche virtù della Repubblica romana, alle origini di tutte le virtù compresa la clemenza, la giustizia e la pietas mentre è la sfrenatezza del potere la causa dei governi dispotici.

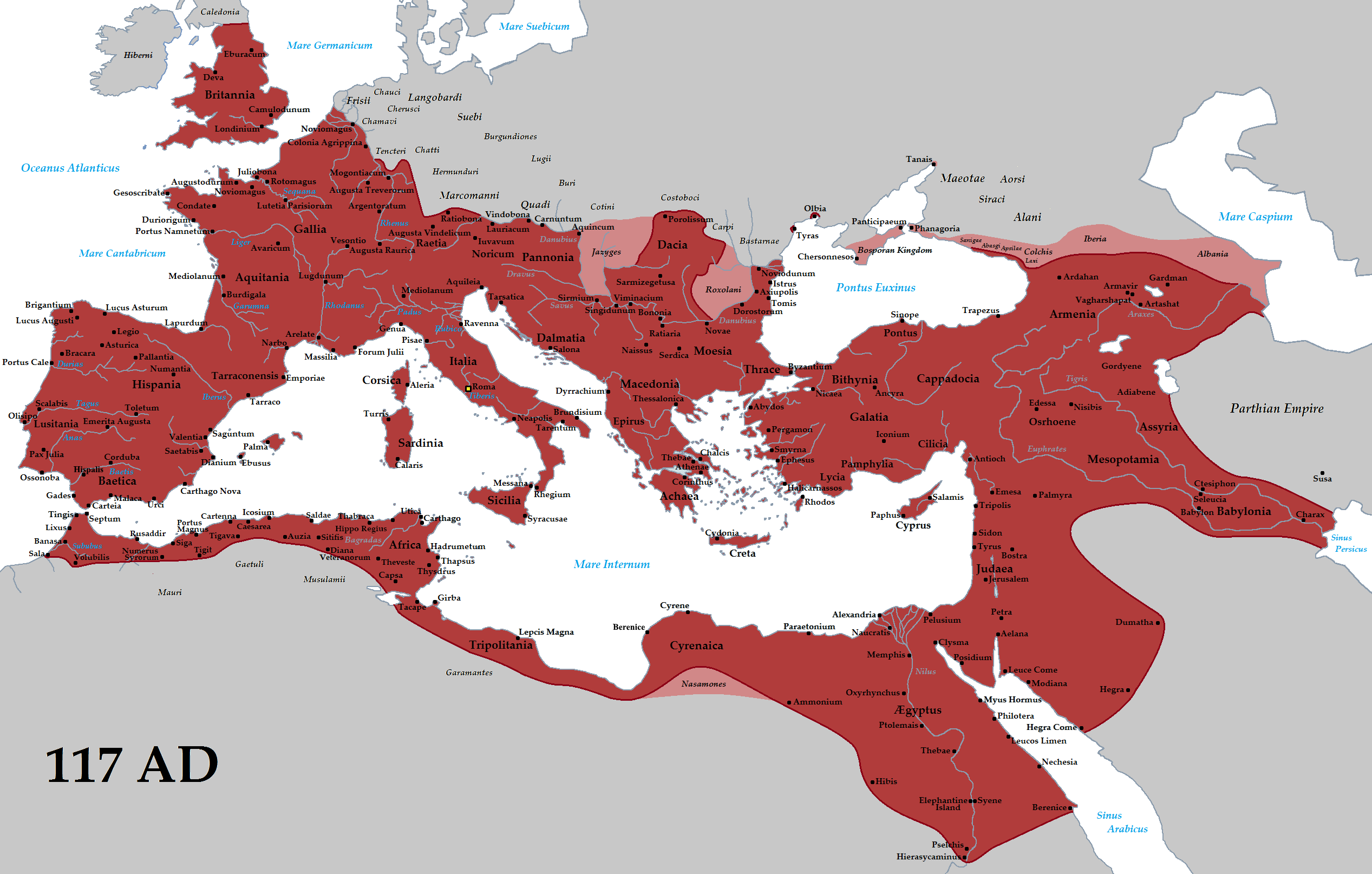
Impero romano al tempo di Traiano.

Nessun imperatore prima di Traiano ha portato la sua conquista così lontano ad Oriente e anche per questo espansionismo dell'esercito romano egli rappresenta agli occhi dei senatori il ritorno degli antichi generali della Repubblica. Un'idea questa così consolidata che vengono messe da parte e dimenticate nella tradizione storica anche le gravi sconfitte ad opera dei Parti verso la fine del suo principato:
Il patrimonio politico e culturale che Traiano lascia alle generazioni successive si evidenzia in effetti fin dagli inizi del suo potere. Con lui si afferma la regola che la nomina imperiale debba essere assegnata al più meritevole in base a una libera scelta formalizzata con l'adozione da parte di chi detiene il potere . Un criterio questo che nel corso del II secolo favorì un periodo di eccezionale splendore per l’Impero. Proprio su questo aspetto della politica di Traiano si appunterà invece la critica di Tacito che non gradisce la nomina di Adriano a successore poiché l'imperatore ha scelto un membro della sua famiglia e non ha invece designato per merito il migliore dei candidati che secondo lo storico avrebbe dovuto essere Gaio Avidio Nigrino uno dei suoi amici messo a morte all'inizio del principato di Adriano.
Svetonio prevede un'epoca felice dopo la morte di Domiziano e secondo Tacito i regni di Nerva e Traiano segnano l'inizio di un beatissimum saeculum (era felice). Tacito raramente si riferisce a Traiano tuttavia insiste sul contrasto tra i governi di Domiziano e Nerva che è stato capace di conciliare principato e libertà mentre Traiano «accresce ogni giorno la felicità dell'epoca». Nerva e Traiano segnano il ritorno delle libertà di espressione e di pensiero. In effetti questi due storici, pur contemporanei di Traiano e Adriano, sembrano trascurare le dinastie passate per mettere in luce la dinastia attuale quella degli Antonini.
Lo storico Dione Cassio, senatore dell'epoca dei Severi, ci lascia un ritratto elogiativo dell'imperatore:
Dione accenna all'omosessualità e all'amore per il vino di Traiano, spesso ubriaco ma questi comportamenti non vengono usati per mettere in cattiva luce l'immagine dell'imperatore, come era accaduto invece per le figure di Nerone e Domiziano, ma per accentuare quella semplice umanità che il popolo apprezzava come avveniva quando Traiano usciva per le vie di Roma in lettiga o spesso a piedi, senza alcuna scorta, lasciandosi avvicinare e interrogare da chi volesse, e, come dice Plinio, «confidando alla fede pubblica il fianco indifeso».

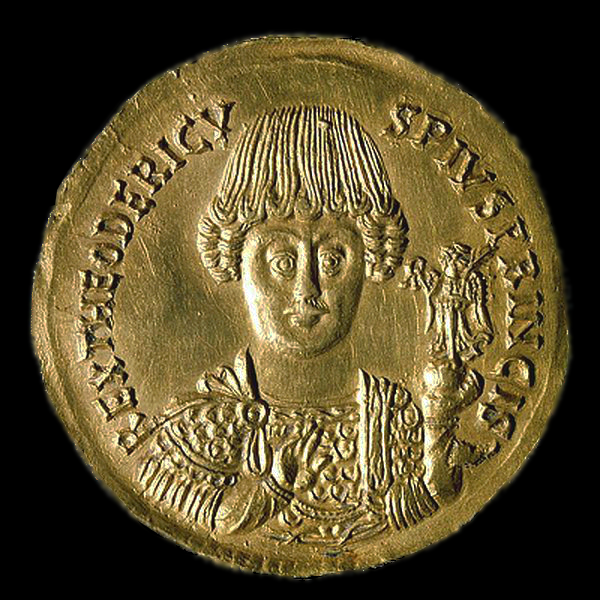
Medaglione aureo con busto e nome di Teodorico.

Quando ormai l'Impero è decaduto gli antichi autori continuano a vedere in Traiano l'ideale del bonus princeps come modello di buon governo. Così Ammiano Marcellino (330-400) paragonava Flavio Claudio Giuliano (331-363) a Traiano per le virtù guerresche. Nell'Epitome de Caesaribus (fine del IV secolo) l'autore apprezza Traiano che pur essendo scarsamente doctus è sullo stesso livello di Teodosio (347-395) ragion per cui anche il barbaro Teodorico il Grande (454-526) può legittimamente dirsi di essere imitatore di Traiano poiché come lui, pur essendo di parca scientia et moderate eloquens, governa da ottimo sovrano.
(Uno storico latino)
In una lettera al popolo romano, Atalarico (516-534) sulle orme del nonno promette di ispirare il suo governo a Traiano «esempio famoso nei secoli».

## Dal Medioevo al Rinascimento

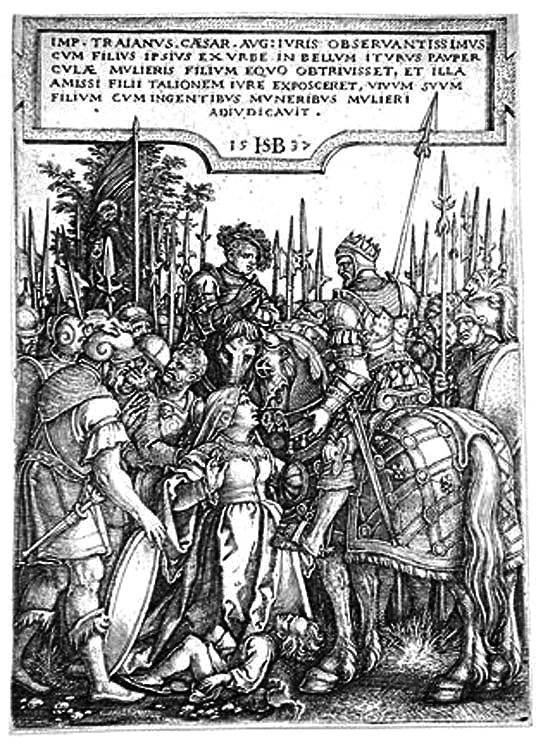
La giustizia di Traiano, illustrazione di Sebald Beham (1537).

Uno degli aspetti che più colpì l'immaginario popolare e che si trasmise per lungo tempo attraverso aneddoti e leggende, oltre che nelle opere della cultura artistica, fu il senso della giustizia di Traiano. Nel Medioevo si diffuse la leggenda secondo la quale papa Gregorio I, colpito dai buoni sentimenti di giustizia dell'imperatore, avrebbe ottenuto da Dio la di lui resurrezione per il tempo necessario ad impartirgli il battesimo e la remissione conseguente dei peccati e annoverarlo così nel numero dei beati:
Dante Alighieri riporta questa leggenda nella Divina Commedia, ponendo Traiano in Paradiso, nel Cielo di Giove, e precisamente fra i sei spiriti giusti che formano l'occhio della mistica aquila.

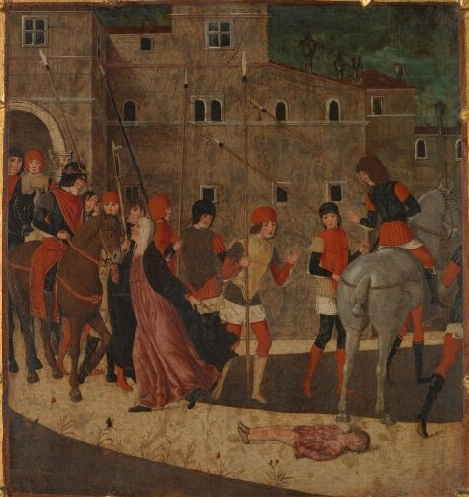
Traiano fermato dalla vedova (1475-1500 circa).

Molti aneddoti tramandano il senso per la giustizia di Traiano: il più celebre di questi racconta di come una vedova lo abbia fermato mentre si dirigeva verso la Dacia per la sua campagna chiedendogli in lacrime giustizia per suo figlio assassinato. Traiano la rassicurò dicendo che avrebbe provveduto al caso al suo ritorno, ma quella gli ricordò che sarebbe potuto non tornare; allora Traiano le garantì che in sua vece ci avrebbe pensato il suo successore. La vedova allora gli fece notare che in quel caso non avrebbe mantenuto la sua promessa perché non ci avrebbe pensato lui di persona, e se anche le fosse stata resa giustizia non sarebbe stato per merito suo. Traiano allora smontò da cavallo, cercò e punì il colpevole rendendo giustizia alla vedova, quindi ripartì per la guerra. Anche questa vicenda è ripresa da Dante nel Canto X del Purgatorio come esempio di umiltà fu più volte narrata in latino e volgare (oltre che da Dante, anche dal Novellino, dal Fiori e vita di filosafi ed altri savi ed imperadori). La leggenda, che poneva gravi problemi a storici e teologi del tempo fu in età più recenti respinta da autori come Cesare Baronio, Roberto Bellarmino e altri.
Un altro aneddoto descrive una matrona che andò da Traiano accusando il marito assente di maltrattamenti e di averla ridotta in povertà: «Vedi», gli disse «come sono ridotta? Un tempo ero grassa e ora, per i cattivi trattamenti di lui, sono sparuta e magra. E si è mangiato tutto il mio avere!». «E che importa a me di questo?» rispose l'imperatore. «Non è tutto», riprese la donna, «dice sempre male del tuo governo e critica aspramente ogni cosa che fai». E l'imperatore: «E che importa a te di questo?».
Proprio per essere più vicino al popolo romano, Traiano fece scrivere sulla porta della sua residenza Palazzo Pubblico, perché ognuno potesse entrarvi liberamente. Addirittura, egli era solito ricevere, di persona e senza appuntamento, chiunque volesse ottenere da lui giustizia. Da qui deriva un altro celebre aneddoto: alle rimostranze del suo segretario che si lamentava del fatto che il suo padrone si fidasse troppo incautamente di tutti, Traiano rispose: «Tratto tutti come vorrei che l'Imperatore trattasse me, se fossi un privato cittadino».

## Gli storici dal XVI alla metà del XX secolo
Il nome di Traiano come simbolo di sovrano ideale continua a comparire nelle opere degli storici come Edward Gibbon che nella sua opera Storia della decadenza e della caduta dell'Impero romano (1776) da storico illuminista sostiene che nel II secolo si susseguono cinque buoni imperatori tra i quali primeggia il governo di Traiano e avanza la tesi che la fine dell'Impero sia da riportare all'avvento e diffusione del Cristianesimo.
Nel 1883, Theodor Mommsen accusa invece Traiano di aver condotto la campagna contro i Parti unicamente per una sua inestinguibile sete di conquista. Rimane comunque sino alla fine del XIX secolo un giudizio molto positivo sul governo di Traiano soprattutto se lo si paragona con quello di Domiziano.
Nell'opera di Roberto Paribeni del 1927 Traiano rappresenta un unicum tra gli imperatori romani: il suo regno segna l'apogeo dell'estensione del territorio imperiale e il saeculum Traiani, l'età traianea è la più felice della storia romana. Alfred Heuß nella sua Storia romana conferma l'opinione sino allora arrivata che egli fu «una delle grandi figure dominanti»,«la perfetta incarnazione umana del termine imperatore».
L'orgoglio nazionale di appartenere alla migliore civiltà romana compare quando viene apertamente evocato il nome di Traiano nella seconda strofa dell'inno nazionale della Romania (Deșteaptă-te, române!) composto quando in Europa divampava la Primavera dei popoli (1848):
«Ora o mai più mostriamo al mondo 

che in queste mani scorre un sangue romano

e che nei nostri cuori noi conserviamo fieramente un nome

che trionfò nelle battaglie, il nome di Traiano!»

## Nei tempi moderni
Sul solco di Paribeni si possono citare le opere di Mary Smallwood (1966), in Die Frauen am Hofe Trajans de Hildegard Temporini-Gräfin Vitzthum (1978), o in Untersuchungen zu den Dakerkriegen Trajans di Karl Strobel (1984). Un'influenza quella di Paribeni che ha ispirato gli studi di Eugen Cizek del 1983 che valuta il governo di Traiano come unico e come il periodo più felice della storia romana. Julian Bennet nella biografia Traiano. Optimus Princeps pubblicata nel 1997 scrive di come il regno di Traiano sia da valutare come globalmente molto positivo, tanto in politica interna che in quella estera. 
Nell'opera di Karl Strobel, Kaiser Traian. Eine Epoche der Weltgeschichte (2010) Traiano non rappresenta più l'Optimus Princeps come appariva nella tradizione antica, in opposizione al Pessimus Princeps Domiziano poiché Traiano non ha fatto altro che continuare la politica di Domiziano rafforzando la posizione autocratica del Princeps.
Gli storici Paul Petit (1974) e Patrick Le Roux (1997) sottolineano le sue grandi qualità militari e amministrative, il fatto che egli abbia abilmente trattato con il senato, la sua politica sociale di aiuti alimentari per il popolo, specialmente indirizzata ai bambini poveri dell'Italia romana, ma evidenziano anche una politica espansionistica non ben organizzata e pianificata.

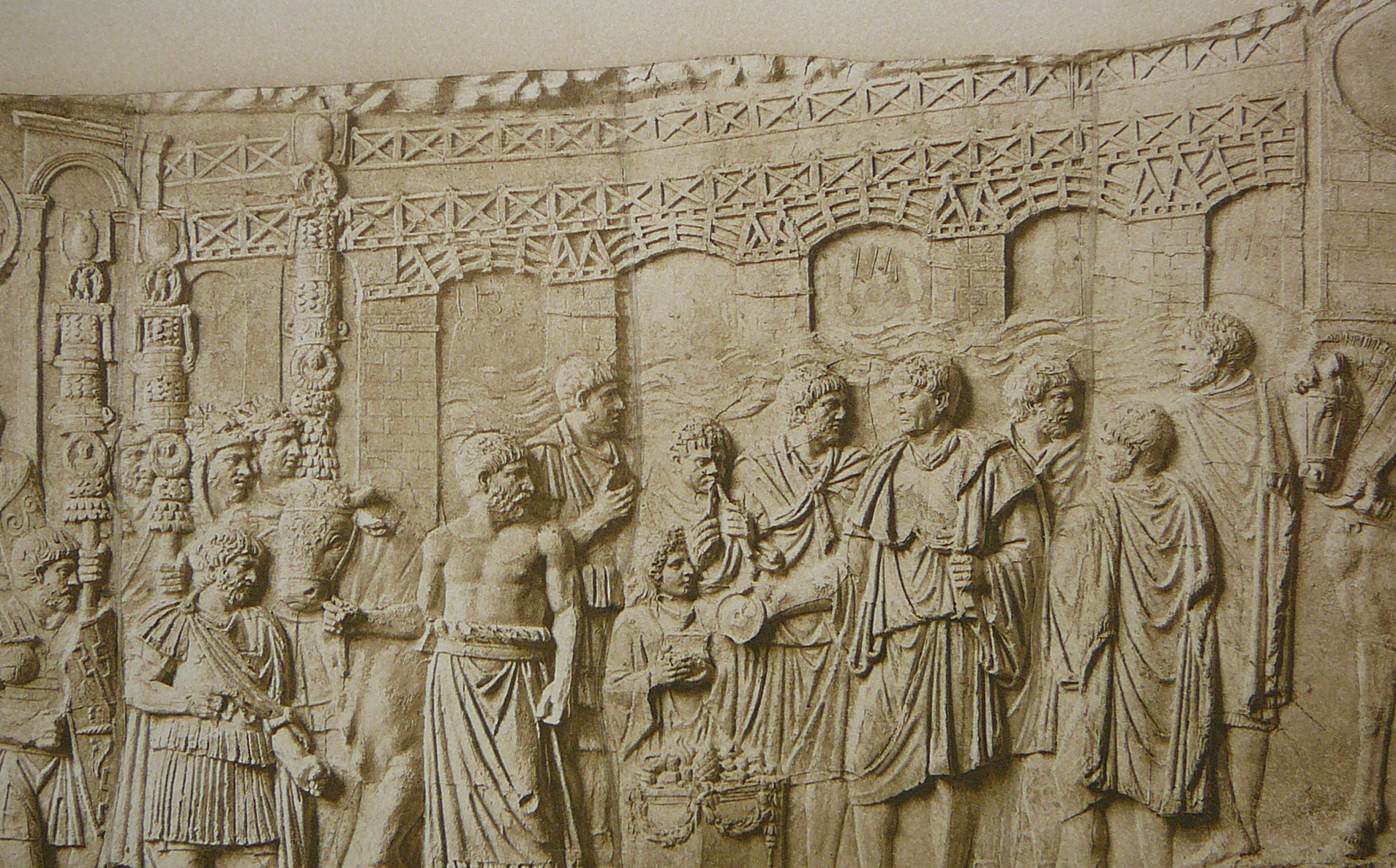
Rilievo del ponte sulla Colonna traiana. In primo piano Traiano offre sacrifici e libagioni al Danubio.

Buon stratega a Traiano vanno attribuite gloriose vittorie militari ma non ha lasciato un'impronta così accentuata in materia militare come quella di imperatori come Augusto, Adriano o Settimio Severo. Le sue guerre hanno pesato sull'erario romano e hanno segnato un pesante passivo sul bilancio umano con un risultato finale deludente: solo l'annessione quasi pacifica dell'Arabia può essere considerata durevole e vantaggiosa. La Dacia causò tanti problemi quanti furono i vantaggi per l'Impero; il tentativo di conquistare definitivamente i territori dei Parti fu illusorio mentre le province orientali furono devastate dalla seconda guerra giudaica del 115-117. La sua politica economica fu laboriosa con un Impero che poteva vivere al di sopra delle sue possibilità grazie a degli introiti eccezionali provenienti dalle miniere d'oro e d'argento della Dacia, tanto che l'Impero romano, specie la parte orientale, alla sua morte si trovò una condizione abbastanza florida.
Se la conquista militare della Dacia presenta aspetti criticabili è da considerare che proprio per questa impresa militare il nome di Traiano è rimasto per secoli connesso alla costruzione del Ponte di Traiano sul Danubio, un ponte romano fortificato, opera dell'architetto Apollodoro di Damasco, costruito in appena due anni, dal 103 al 105, che fu il primo mai posto in opera sul basso corso del Danubio. Per più di mille anni fu il più lungo ponte ad arcate mai costruito al mondo, sia in termini di lunghezza totale che di larghezza delle sue campate.

## Traiano nell'arte

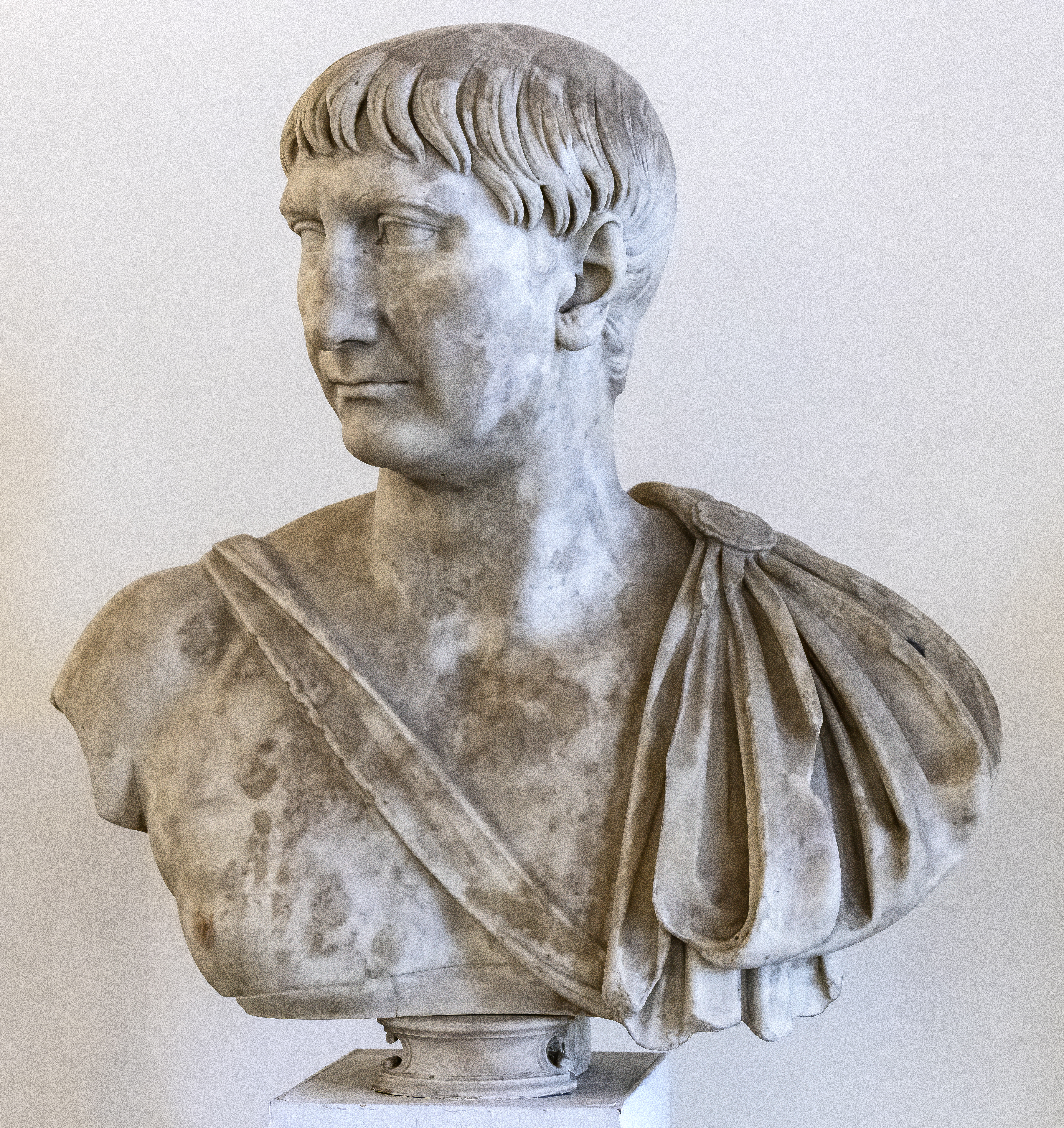
Ritratto del decennale di Traiano (108 d.C.; Venezia, Museo Archeologico Nazionale).

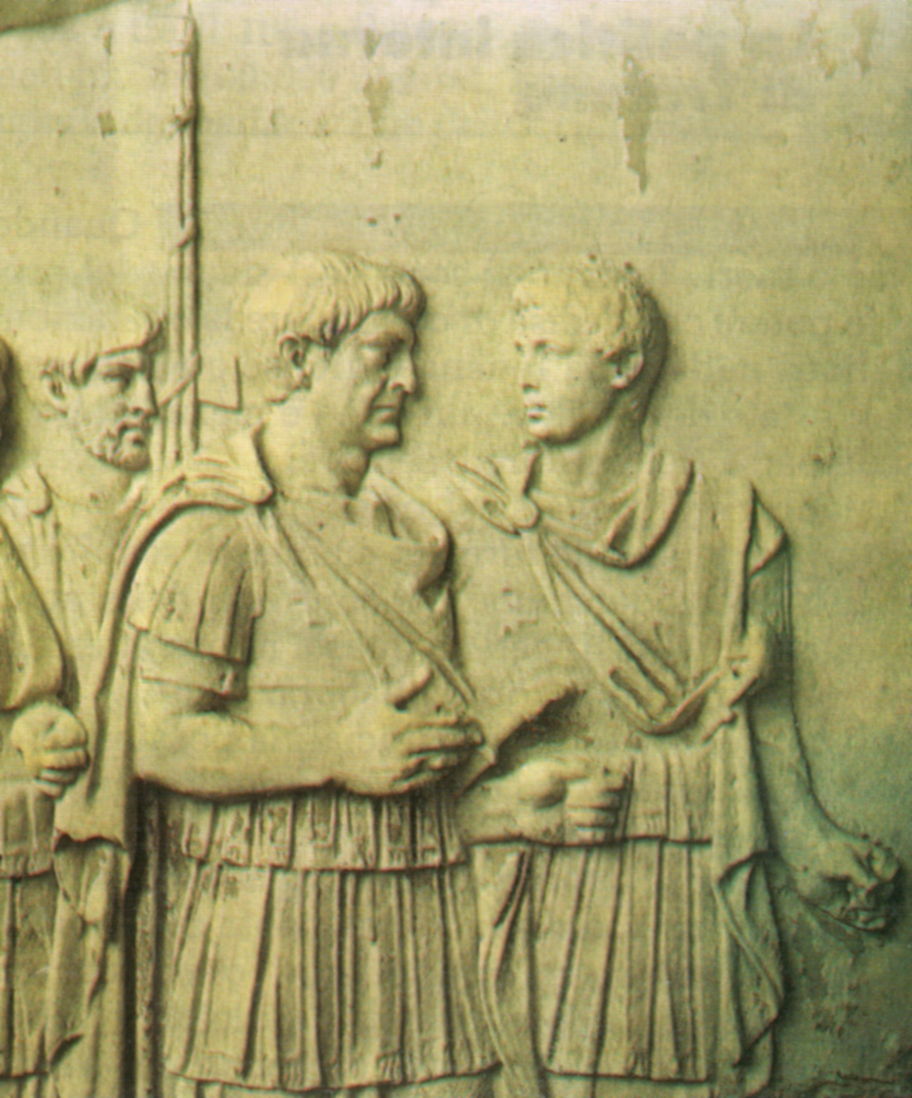
Rilievo della Colonna: Traiano a colloquio con Licinio Sura (dettaglio) (113 d.C.; Roma, Fori Imperiali).

Anche nell'arte antica Traiano segnò un punto di svolta realizzandosi la fusione tra il verismo del ritratto privato e quello onorario del ritratto imperiale secondo lo stile ellenistico. Nel ritratto di Traiano prodotto in occasione del decennale della presa del potere (108), nell'espressione del princeps viene accentuata l'abitudine dell'uomo al comando militare, l'energia, l'autorevolezza e la risolutezza, ma permane nei tratti la complessiva aderenza alla umana realtà.
Simili considerazioni possono farsi relativamente a quell'opera di abile e immediata propaganda visivamente diretta al popolo che è la Colonna Traiana un capolavoro che trasmise la sua novità stilistica a tutta l'arte antica in generale. Qui l'imperatore compare 59 volte nei rilievi dove prevale una rappresentazione realistica della sua attitudine al comando, della sua saggezza, della sua abilità militare senza nessuna esaltazione della quale, del resto, non c'è bisogno perché la plebe conosce bene le sue qualità. Tra le tante piccole immagini spicca quella del colloquio di Traiano con uno dei suoi comandanti (forse Lucio Licinio Sura) dove l'imperatore spiega un piano al generale fissandolo negli occhi e distendendo i palmi delle mani davanti a lui, secondo un rapporto di fiducia e rispetto tra lui e il subordinato, raffigurazione innovativa e realistica di un colloquio intelligente e virile, privo di qualsiasi retorica o cortigianeria.

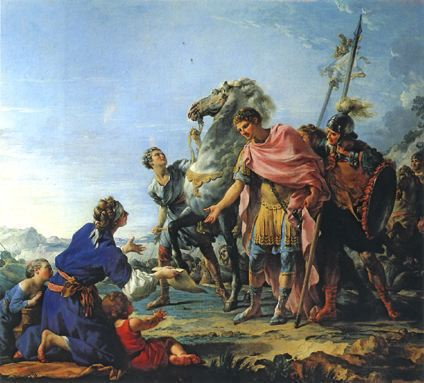
La giustizia di Traiano, quadro dipinto da Noël Hallé (1765; Marsiglia, Museo delle Belle Arti).

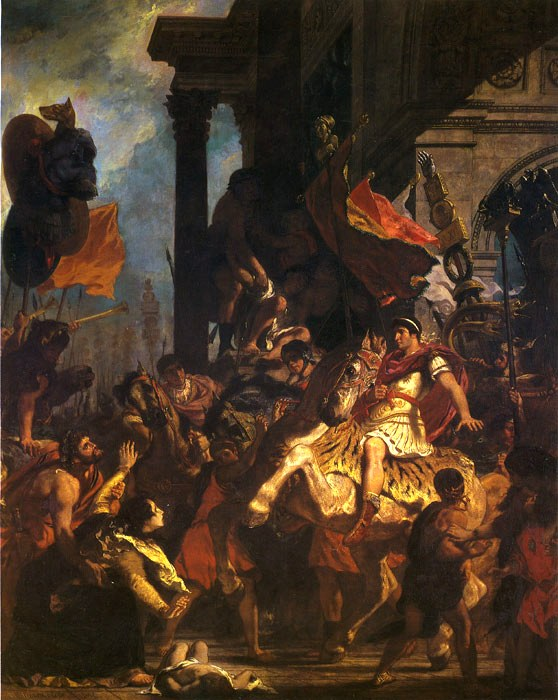
La Giustizia di Traiano, quadro dipinto da Eugène Delacroix (1840; Rouen, Museo delle Belle Arti).

Un tema ricorrente nell'arte moderna è la ripresa del mito della giustizia di Traiano che nei secoli XV e XVI si usò spesso raffigurare nelle aule dei tribunali in Germania e nei Paesi Bassi.
Le origini della leggenda e le sue vicissitudini sin dall'antichità sono stati soggetto di numerosi studi, tra cui un'analisi dettagliata che compare in "Leggende" di Giacomo Boni del 1906. L'episodio era già stato ripreso ne La Giustizia del poeta bielorusso Simeone di Polotsk (1629-1680). Tra gli artisti che raffigurarono l'episodio di questa leggenda vi furono Eugène Delacroix, Rogier van der Weyden, Hans Sebald Beham, Noël Coypel, Noël Hallé e Rogier van der Weyden il quale in una grande pittura commissionatagli dalla città di Bruxelles, poneva a confronto la giustizia di Traiano con la giustizia di Erchinbaldo, leggendario duca dei Burgundi; i dipinti vennero distrutti nel corso del bombardamento francese della città nel 1695 ed oggi sopravvivono unicamente in copie ad arazzo realizzate nel Quattrocento per il vescovo di Losanna in un'unica composizione dal titolo La Giustizia di Traiano e Erchinbaldo.

## Traiano nella cultura di massa

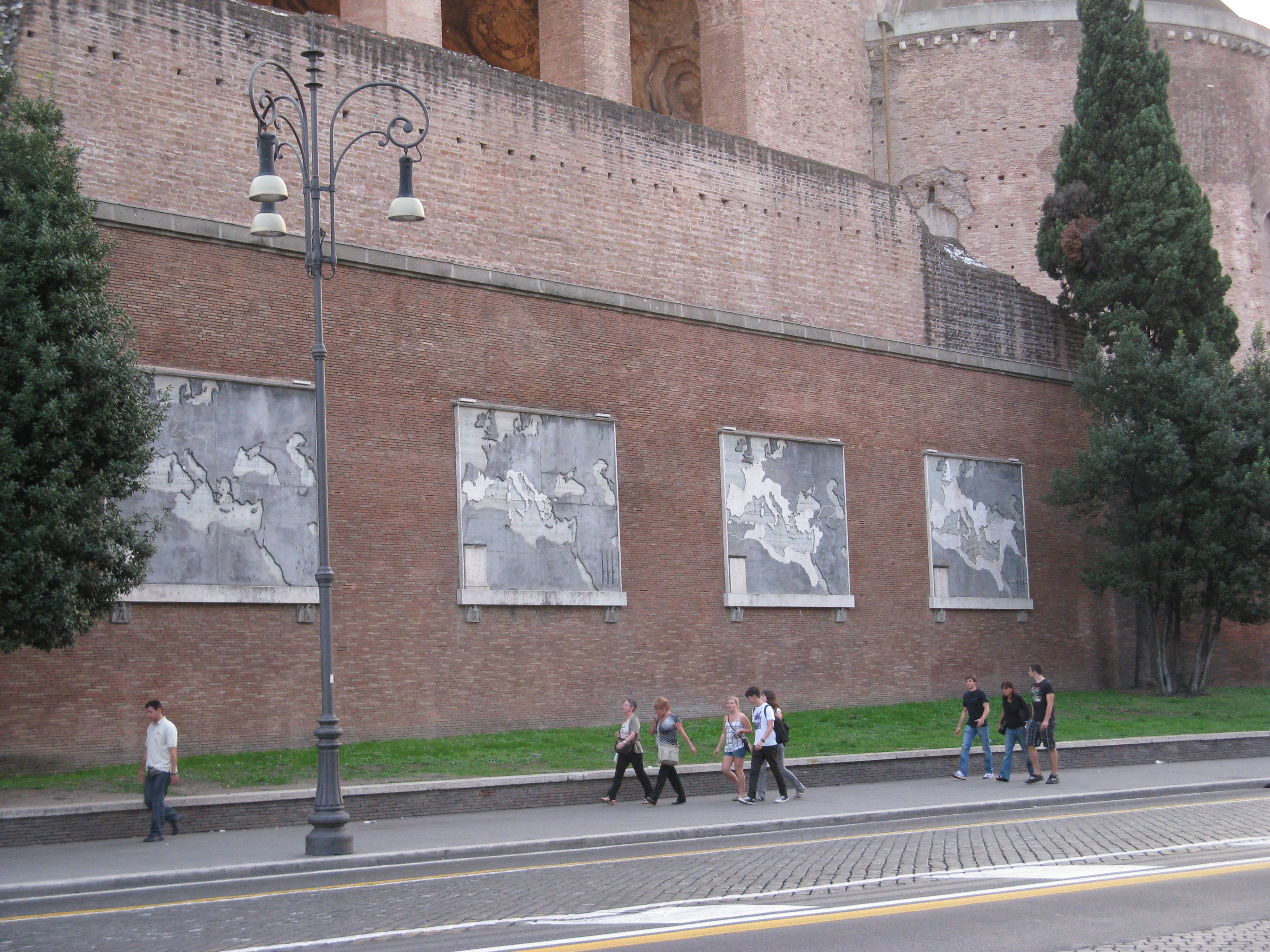
Mappe dell'espansione romana.

### Politica
Il regime Fascista elaborò un culto della romanità a cui si rifaceva nei simboli e nei valori tra i quali venivano evidenziati le virtù guerriere alla base di quell'espansionismo territoriale che lungo la Via dei Fori Imperiali (già Via dell'Impero), realizzata dal regime, ancora oggi si può osservare rappresentato, su un muro di mattoni del lato occidentale, da quattro mappe in marmo bianco e nero delle quali la prima mostra con un cerchietto bianco la città di Roma e l'ultima raffigura la massima estensione dell'Impero di Traiano. Senza tener conto delle evidenti differenze «esisteva anche una quinta mappa che mostrava l'Impero fascista di Mussolini, rimossa però dopo la guerra».

### Cinema
- La colonna di Traiano (Columna), regia di Mircea Dragan (1968) - interpretato da Amedeo Nazzari.

### Televisione
- Il Tempo e la Storia. L'imperatore Traiano, l'optimus princeps, Rai Storia.[51][52]
- Ulisse: il piacere della scoperta. Il racconto segreto della Colonna Traiana, Rai.[53]

### Giornali
- Roma, Fiumicino, con il crowdfounding il Sesterzio Traiano è tornato a casa, su La Repubblica, 30 marzo 2018. URL consultato il 18 settembre 2024.

### Letteratura
- Alberto Angela, Introduzione, in Impero. Viaggio nell'Impero di Roma seguendo una moneta, Mondadori, 2010, SBN RAV1929232.
- Daniele Leoni, Le Monete di Roma: Traiano, Dielle Editore, 2009, SBN BVE0576949.

Lo scrittore spagnolo Santiago Posteguillo (1967) è un noto autore di romanzi storici con Traiano protagonista:
- Santiago Posteguillo, L'Ispanico, traduzione di Giuliana Calabrese, vol. 1, Casale Monferrato, Piemme, 2013,  p. 1034, SBN VIA0262742.
- Santiago Posteguillo, Circo Massimo, traduzione di Adele Ricciotti, vol. 1, Casale Monferrato, Piemme, 2017,  p. 622, SBN TO10021024.
- Santiago Posteguillo, L'ira di Traiano, traduzione di Adele Ricciotti, vol. 2, Casale Monferrato, Piemme, 2017,  p. 648, SBN MOD1671238.

### Nuovi media
La città di Roma a 1.900 anni dalla scomparsa non ha dimenticato l'Optimus Princeps che, a cura di studiosi moderni, è stato celebrato da una grande mostra intitolata Traiano. Costruire l'Impero, creare l'Europa, allestita nei Mercati di Traiano-Museo dei Fori Imperiali dal 29 novembre 2017 al 16 settembre 2018 dove il ricordo storico e archeologico di Traiano è tornato virtualmente a rivivere tramite gli attuali strumenti dei mezzi di comunicazione di massa.